# Gérard Houllier

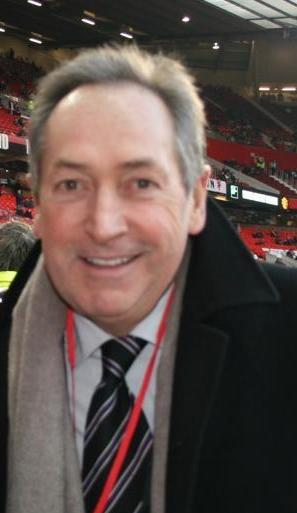
Gérard Houllier

Gérard Houllier (n. 3 septembrie 1947, Thérouanne, Nord-Pas-de-Calais, Franța – d. 14 decembrie 2020, Boulogne-Billancourt, Franța) a fost un antrenor francez de fotbal. Printre echipele cu care a lucrat se numără Paris Saint-Germain, RC Lens, FC Liverpool, club cu care a câștigat și Cupa UEFA în 2001, și Olympique Lyonnais, club de care s-a despărțit la 25 mai 2007. A fost și antrenorul echipei naționale a Franței între 1992 și 1993.

## Palmares
PSG
- Ligue 1 (1): 1985–86

Franța U18
- Campionatul European de Fotbal Under-18 (1): 1996

Liverpool
- FA Cup (1): 2000–01
- League Cup (2): 2000–01, 2002–03
- FA Community Shield (1): 2001
- Cupa UEFA (1): 2000–01
- Supercupa Europei (1): 2001

Lyon
- Ligue 1 (2): 2005–06, 2006–07
- Trophée des Champions (2): 2005, 2006